# 2017 في الجزائر
فيما يلي قائمة بأحداث الجزائر في سنة 2017.

## شاغلي المناصب
- الرئيس: عبد العزيز بوتفليقة
- الوزير الأول: عبد المالك سلال

## أحداث

### أبريل
- 8 أبريل - ممثلة الاتحاد الأوروبي السامية للشؤون الخارجية والسياسة الأمنية، فيديريكا موغيريني تزور الجزائر بناءا على دعوة وزير الشؤون الخارجية رمطان لعمامرة.
- 9 أبريل – انطلاق الحملة الانتخابية للانتخابات التشريعية المقرر إجرائها في يوم 4 مايو 2017.
- 22 أبريل – حكومتا المغرب والجزائر تتبادلان الاتهامات بسبب ترحيل لاجئين سوريين.[1][2]

### مايو
- 4 مايو – إجراء الانتخابات التشريعية.

## أبرز الوفيات
- 26 يناير – بختي بلعايب (64 سنة)، وزير التجارة سابقا (سبتمبر 1996 – ديسمبر 1999).
- 7 فبراير – إسماعيل حمداني (87 سنة)، رئيس الحكومة سابقاً (15 ديسمبر 1998 – 23 ديسمبر 1999).
- 11 فبراير – دانيال جميلة عمران مين [الفرنسية] (78 سنة)، كاتبة ومجاهدة.